# 居里博物館

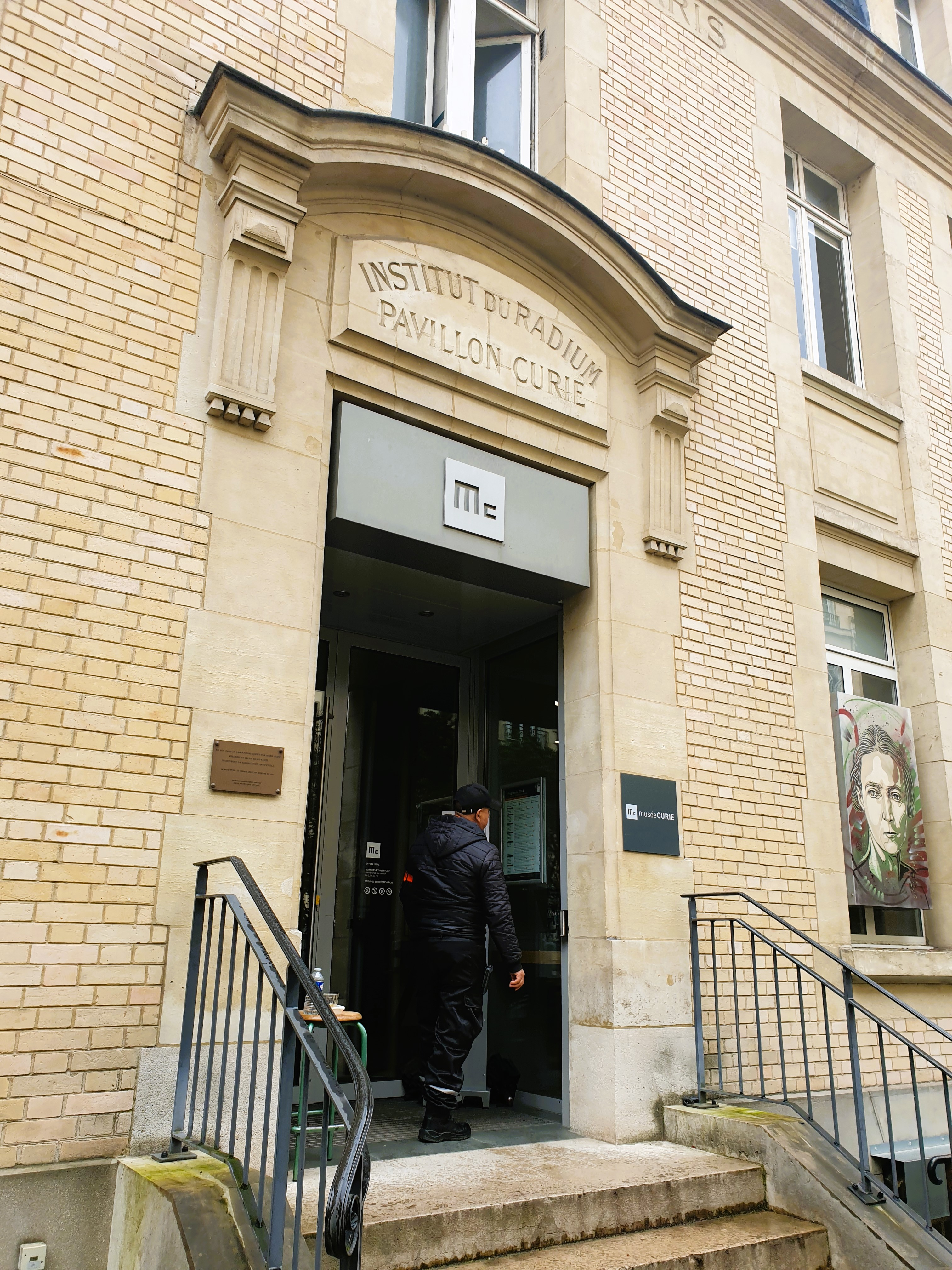

居里博物館（法語：Musée Curie）是位於法國首都巴黎的一座博物館，展览主题是放射学。博物館於每週三至週六下午1點至5點開放參觀，免費入場。

## 历史
2012年，在經過裝修之後，居里博物館重新開放。博物馆最初为居里夫人的工作室，建于1911至1914年。1914-1934年居里夫人都在这里做研究。也是在这里，她的女儿和女婿发现了人工放射性。展览中尤其突出居里一家在放射性及其应用上的贡献，展出了许多1940年代以前使用的仪器。